# Napoleon (top)
Napoleon je bil 12-funtni gladkocevni top, ki je bil v uporabi na obeh straneh med ameriško državljansko vojno med leti 1861 in 1865.
Napoleon je bil izvirno konstruiran v Franciji in poimenovan po cesarju Napoleonu III., nakar so patent prodali Američanom. Američani so ga v oborožitev uvedli leta 1857.